# جون دبليو. بورتر
جون دبليو. بورتر (بالإنجليزية: John W. Porter)‏ هو سياسي أمريكي، ولد في 6 مايو 1860 في أوكلاند في الولايات المتحدة، وتوفي في 7 يناير 1941. حزبياً، نشط في الحزب الجمهوري. وقد انتخب عضو جمعية ولاية ويسكونسن.